# Grupo Desportivo e Recreativo Textáfrica
El Grupo Desportivo e Recreativo Textáfrica és un club de futbol de la ciutat de Chimoio, Moçambic.

## Palmarès
- Lliga moçambiquesa de futbol:[1]
  - 1975
- Campionat colonial:
  - 1969, 1971, 1973

## Entrenadors destacats
- Alex Alves (2009)